# Пил, Джеймс
Джеймс Пил (англ. James Peale, 1749, Честертаун, Мэриленд — 24 мая 1831, Филадельфия) — американский художник, мастер портретной живописи и миниатюры. Писал также натюрморты. Младший брат живописца Чарльза Уилсона Пила.

## Жизнь и творчество
Родился в семье Чарльза Пила (1709—1750) и Маргарет Триггс (1709—1791). Отец мальчика скончался, когда тот был ещё младенцем. После его смерти мать с детьми переехала в Аннаполис. В 1762 году совсем юный Джеймс уже начал работать, сперва в мастерской по изготовлению сёдел, а затем в столярной мастерской. После того, как его старший брат Чарльз в 1769 году вернулся из Лондона, где обучался живописи у Бенджамина Уэста, Джеймс в свою очередь начал учиться у него и работать подмастерьем в его мастерской.
Джеймс работал в мастерской брата до января 1776 года, после чего принял участие в Войне за Независимость США. Первоначально он служил знаменосцем в полку Уильяма Смоллвуда. Через три месяца молодой человек был произведён в чин капитана. За следующие три года он успел поучаствовать в нескольких сражениях — при Уайт-Плейнс, Принстоне, Лонг-Айленде, Трентоне, Джерментауне и других.
В 1779 году Джеймс Пил вышел в отставку и уехал в Филадельфию, где начал вновь работать как живописец вместе со своим братом Чарльзом Уилсоном. В середине 1780-х годов Джеймс Пил уже был достаточно известен как мастер натюрмортов и портрета. В 1790-х годах Чарльз Уилсон, а вместе с ним и Джеймс Пил увлекаются портретной миниатюрой, и достигают в этой области искусства больших успехов. Особенно интересны их миниатюры, написанные акварелью по слоновой кости.
Портрет Джеймса Пила, создающего миниатюру, выполненный его братом, Чарльзом Уилсоном, представлен в шапке статьи.
В 1795 году Джеймс Пил выставляет ряд своих работ — натюрморт с фруктами и девять миниатюр с портретами членов его семьи в Колумбиануме, филадельфийской Академии искусств. В 1810 году, после того, как художник почувствовал, что его зрение слабеет, он вновь вернулся от миниатюры к станковой живописи, и стал писать полотна обычного размера — натюрморты и портреты. Эти работы Джеймса Пила оказались весьма востребованы любителями живописи, уже при его жизни они активно выставлялись в нескольких городах Америки — Филадельфии, Бостоне и Балтиморе.
Художественное наследие Джеймса Пила включает в себя не менее 100 натюрмортов, около 70 портретов маслом, по меньшей мере восемь полотен на историческую тематику, более 200 акварелей и миниатюр. Работы художника хранятся в крупнейших музеях и картинных галереях США — в нью-йоркском Метрополитен-музее, музеях Филадельфии, Цинциннати, Гонолулу, Лос-Анджелеса, Йельского университета, а также в Белом доме, резиденции президентов США.

## Семья
В 1782 году Джеймс Пил вступил в брак с Мэри Клейпул (1753—1828), сестрой художника Джеймса Клейпула. К этому времени он был уже обеспеченным человеком, уважаемым в обществе. В их семье родились семеро детей, четверо из которых — Мэри Клейпул Пил (1787—1866), Энн Клейпул Пил (1791—1878), Маргарет Анжелика Пил (1796—1882) и Сара Мириам Пил (1800—1885) — тоже стали художниками.

## Галерея

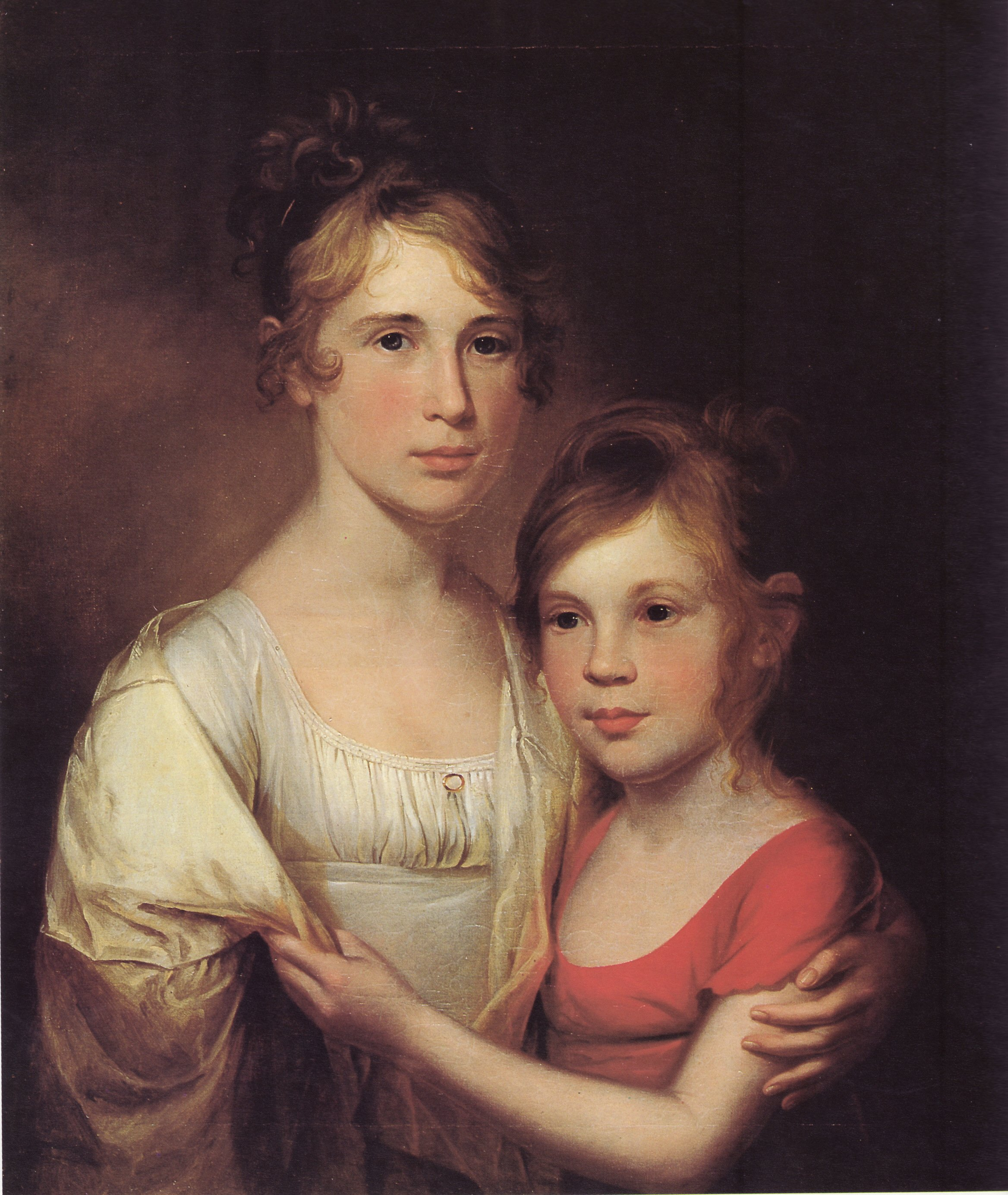
Портрет Энн и Маргарет Пил
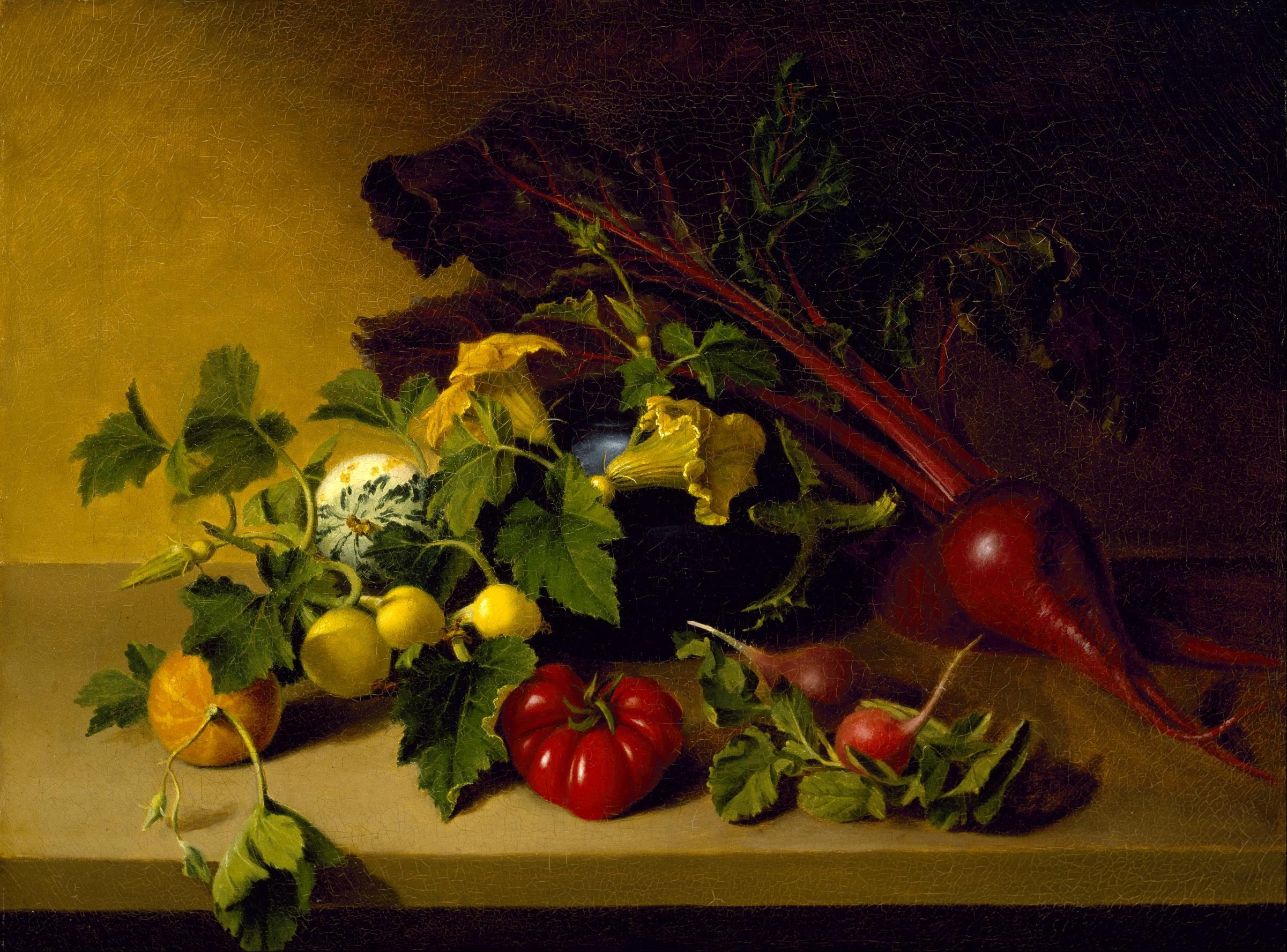
«Натюрморт с овощами»
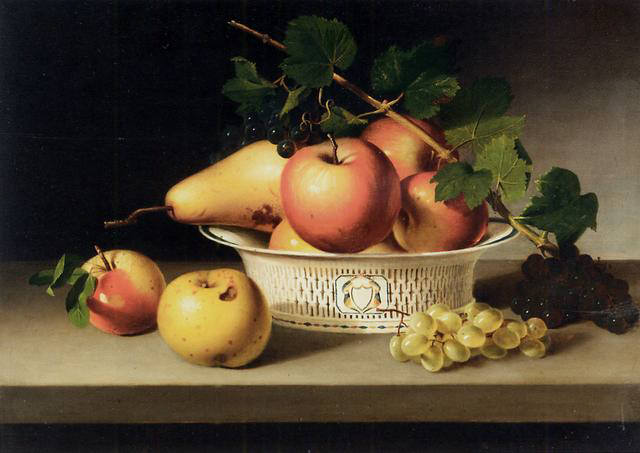
«Осенние фрукты»
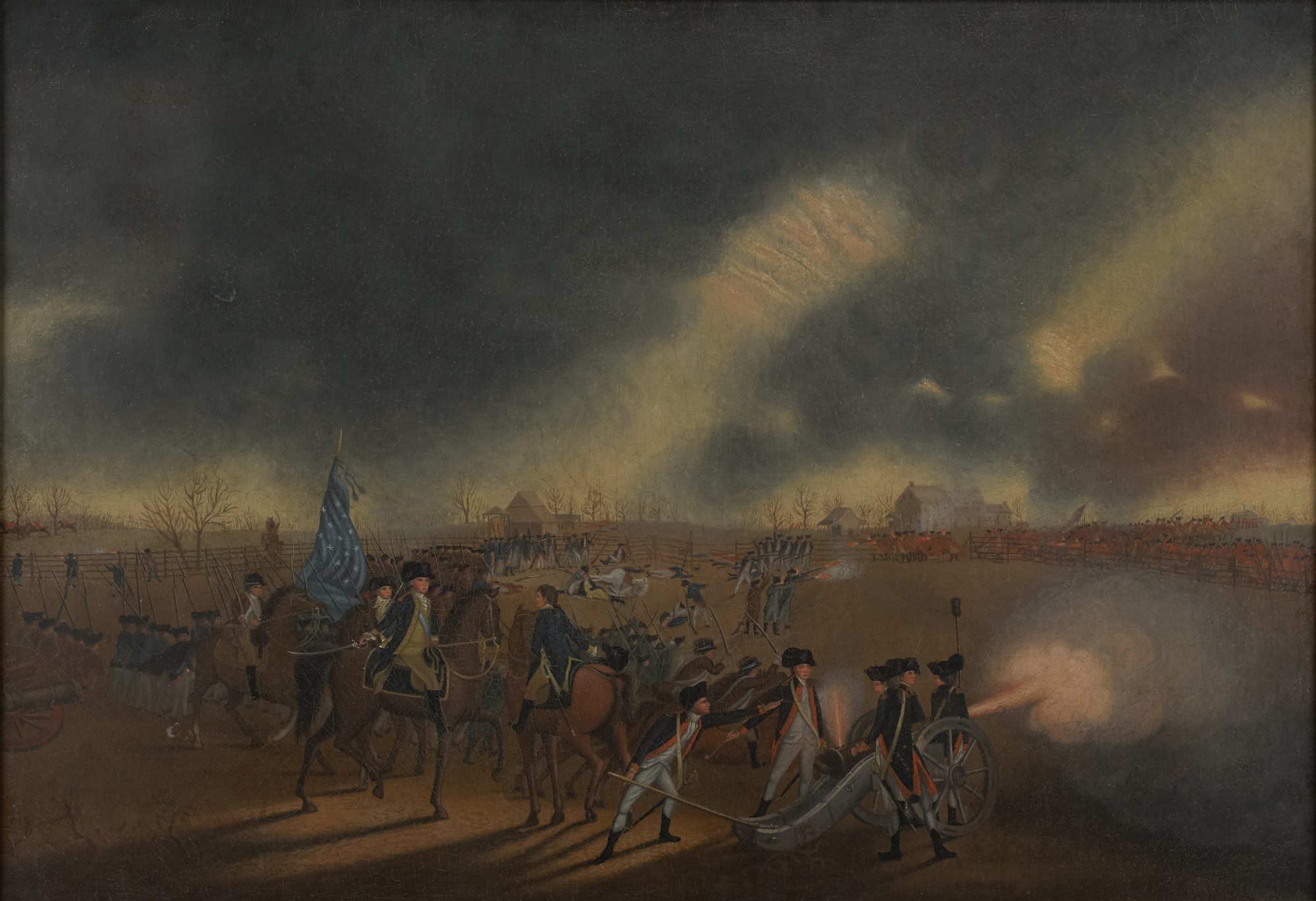
«Сражение при Принстоне»
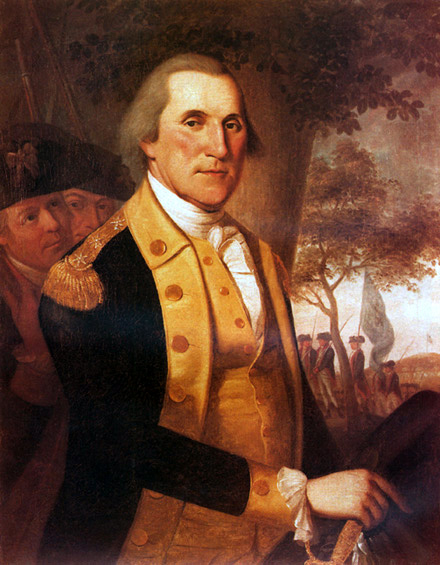
Портрет Джорджа Вашингтона (1787-1790)
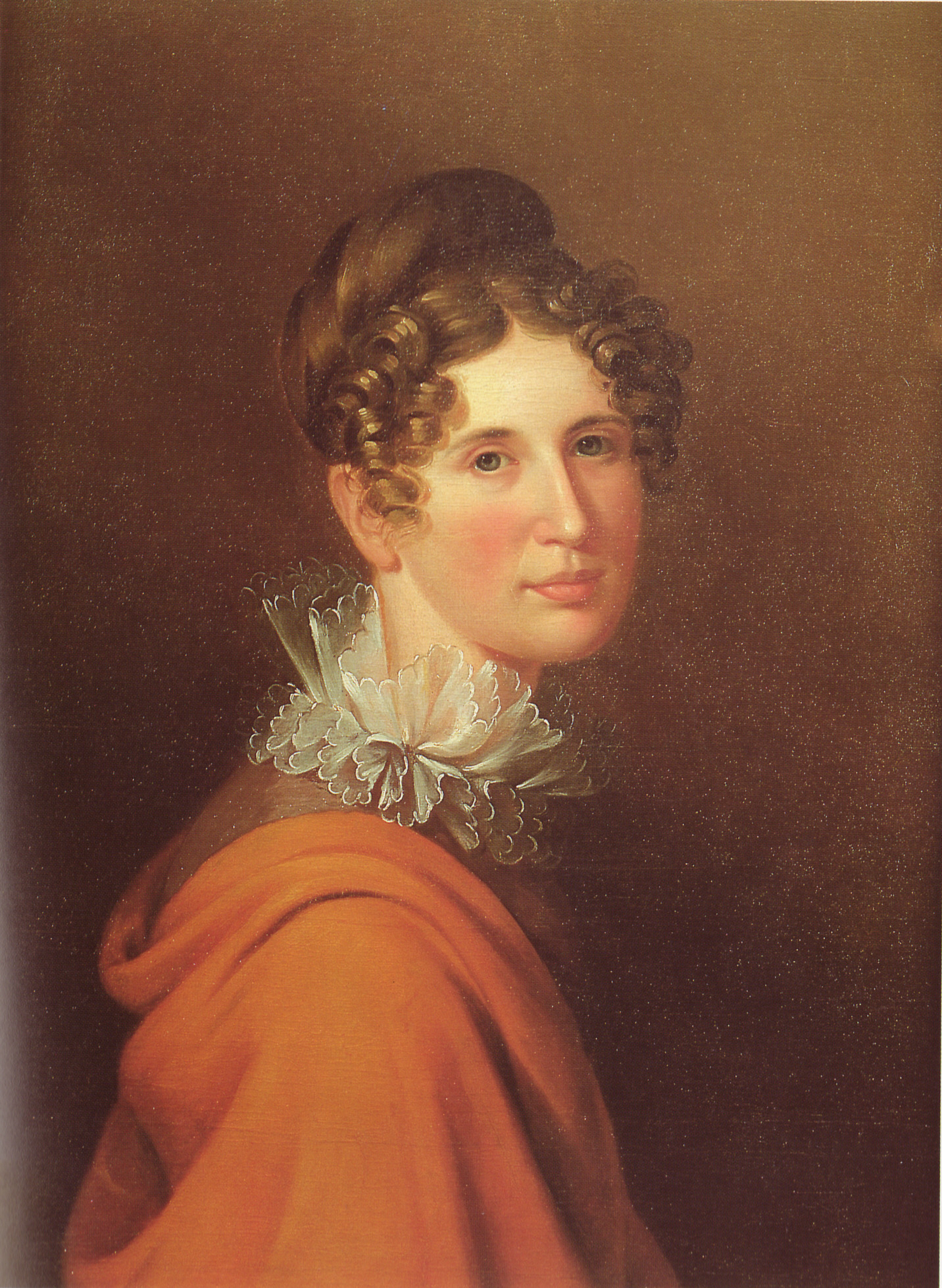
Портрет Маргарет, дочери художника.